# Kagnobon
Kagnobon est un village du Sénégal situé en Basse-Casamance, à 22 km au nord-ouest de Bignona. Il fait partie de la communauté rurale de Diégoune, dans l'arrondissement de Tendouck, le département de Bignona et la région de Ziguinchor.
Lors du dernier recensement (2002), le village comptait 3 383 habitants et 134 ménages.
Limité au nord par les villages de Belaye et Badiana, au sud par la forêt classée de Tendouck, à l'ouest par le village de BASSIRE et à l'est par le village de Diègoune, Kagnobon est peuplé d’un peu plus de quatre mille (4 000) habitants constitués en majorité de jeunes (60 %).
Le taux d'accroissement naturel est estimé à 2,6 %. Le village de Kagnobon est, par sa superficie (52 km2, soit 40 % de la communauté rurale) et par sa population, l'un des plus gros villages du SENEGAL.
IL se compose de onze (11) grands quartiers dont ceux qui sont situés aux extrémités nord (BOUGARACK) et sud (SAMOUMA) sont distants de sept (07) kilomètres.
le village de Kagnobon compte 4 écoles primaires et un CEM
Les activités économiques auxquelles s'adonnent les habitants de Kagnobon sont principalement:                          
-L'Agriculture (céréaliculture de riz et de mil, culture  d'arachide …).                          
-L'élevage extensif de bovins, ovins, caprins et volaille.                          
-La pêche.                          
-Le petit commerce et l'artisanat. L'Environnement naturel de kagnobon est constitué de marigots, d'un couvert végétal assez épais avec de nombreuses essences fruitières sauvages  auxquelles viennent s'ajouter les rares cultures de plantation. 
La faune est dominée par les rongeurs, les biches, etc. 
Le potentiel culturel et artistique est caractérisé par une multitude de jeux, de chants, de danses traditionnelles, rituelles, et par divers produits
artisanaux. 
Personnage Historique:
Ousmane Diandiss DIEDHIOU Chef de village au temps colonial
Adama Amimi Sonko actuel chef de village 